# 베바 론차르
베바 론차르(세르비아어: Беба Лончар / Beba Lončar, 1943년 4월 28일 ~ )는 세르비아의 배우이다.
1. ↑  “Beba Loncar”. 《IMDB》.